# Associazione internazionale boxe amatori
La Associazione internazionale boxe amatori (o AIBA, da Association Internationale de Boxe Amateurs in lingua francese), oggi ufficialmente denominata in lingua inglese International Boxing Association (IBA), è un'associazione sportiva attiva nel campo del pugilato dilettantistico.
L'IBA è stata riconosciuta dal Comitato Olimpico Internazionale come organo di governo internazionale per lo sport della boxe fino al 2019, quando il CIO ha sospeso il riconoscimento della federazione; nel 2023, il CIO ha formalmente revocato all'IBA il suo status, azione confermata dalla Corte Arbitrale dello Sport nel 2024.
Il fatto che il nome ufficiale dell'AIBA sia International Boxing Association può generare confusione poiché, tra le tante federazioni professionali di boxe, esiste anche una International Boxing Association, il cui acronimo è ugualmente IBA.

## Storia
Durante i giochi olimpici di Anversa 1920, e precisamente il 24 agosto, i rappresentanti delle associazioni nazionali di Inghilterra, Francia, Belgio, Paesi Bassi e Brasile, si riunirono e fondarono la Fiba (Federation Internationale de Boxe Amateur).
Nel novembre 1946 la FIBA si sciolse e la Federazione inglese in collaborazione con quella francese crearono l'AIBA, mentre la Federazione europea fu denominata EABA.

## Tornei
Ricadono sotto l'organizzazione AIBA tutti i principali tornei di pugilato dilettantistico organizzati nel mondo:
- Campionati mondiali di pugilato dilettanti maschile
- Campionati mondiali di pugilato dilettanti femminile
- Boxing World Cup
- Campionati mondiali di pugilato cadetti
- Campionati mondiali di pugilato giovani
- AIBA President Cup

L'AIBA si occupa inoltre dell'omologazione del materiale pugilistico (guanti, caschetti e ring) che deve essere usato durante i match dilettantistici. Tutti i guanti, i caschetti e i ring utilizzati in competizioni ufficiali devono essere stati omologati dall'aiba o dalla federazione pugilistica nazionale e portarne il marchio.
Ricade sotto la giurisdizione della AIBA anche l'assegnazione della Coppa Val Barker, consegnata al pugile dalle migliori caratteristiche tecniche espresse durante le competizioni di pugilato alle olimpiadi estive.

## Organizzazione
La sede principale si trova presso la Maison du Sport International a Losanna (Svizzera).

### Esecutivo
- Presidente: Umar Kremlev -  Russia
- Vice Presidente Esecutivo: Volodymyr Prodyvus -  Ucraina
- Vice Presidente e Presidente Confederazione Africana: Abdellah Bessalem -  Algeria
- Vice Presidente e Presidente Confederazione Americana: Domingo Solano Garcia -  Rep. Dominicana
- Vice Presidente e Presidente Confederazione Asiatica: Jianping Chang -  Cina
- Vice Presidente e Presidente Confederazione Europea: Humbert Furgoni -  Francia
- Vice Presidente e Presidente Confederazione Oceanica: Lohial Nuau -  Papua Nuova Guinea